# Júsef Dijáb
Júsef Dijáb (hebrejsky: יוסף דיאב, Jusef Di'ab, arabsky: يوسف عبدالله دياب, celým jménem Júsef Abdulláh Dijáb;‎ 1917 – 18. února 1984) byl izraelský politik a poslanec Knesetu za stranu Šituf ve-achva.

## Biografie a politická dráha
Narodil se ve obci Tamra v tehdejší Osmanské říši (dnes Izrael). Byl členem komunity izraelských Arabů. V izraelském parlamentu zasedl po volbách v roce 1959, do nichž šel za stranu Šituf ve-achva (Spolupráce a bratrství). Byl členem parlamentního výboru pro ekonomické záležitosti.